# Comecon
Comecon (anglická zkratka pro RVHP) byla švédská death metalová kapela založená roku 1989 ve Stockholmu. Kapelu tvořili dva kytaristé, Pelle Ström a Rasmus Ekman, automatický bubeník (uváděná jména bubeníků na CD bookletech Jonas Fredriksson, Anders Green, Fredrik Palsson jsou fiktivní) a zpěvák, který se měnil při každé desce. Debutní desku Megatrends in Brutality (1992) nazpíval Lars Göran Petrov (tehdy propuštěný zpěvák z Entombed), na druhém albu Converging Conspiracies (1993) se uvedl nizozemský zpěvák Martin van Drunen z Asphyx a na poslední desce Fable Frolic (1995) měl zpěv na starost Němec Marc Grewe z Morgoth.
V letech své existence (1989–1995) vydala skupina mimo LP i jednu split nahrávku se švédskou kapelou Merciless. Čtvrtá dlouhohrající deska byla v přípravě, ale německá firma Century Media Records, u nichž byli Comecon ustájeni, neměla zájem o vydání a kapela poté ukončila činnost.
V roce 2008 vyšlo u Century Media Records kompilační album The Worms of God obsahující dva CD disky, na nichž byly všechny tři vydané řadové desky.

## Logo
Logo kapely Comecon je vyobrazeno ve stylu gotického písma s velkým počátečním C.

## Diskografie
Studiová alba
- Megatrends in Brutality (1992)
- Converging Conspiracies (1993)
- Fable Frolic (1995)[1]

Kompilační alba
- The Worms of God (2008)

Split alba
- Merciless/Comecon (1991)